# Doris Kristić
Doris Kristić (Dubrovnik, 17. lipnja 1953.), višestruko nagrađivana hrvatska kazališna, filmska i televizijska kostimografkinja.

## Karijera
Nakon završene gimanzije u rodnom Dubrovniku Doris Kristić diplomirala je kostimografiju i modni dizajn na Akademiji za kostim i modu (Accademia di Costume e di Moda) u Rimu. Tamo je završila i poslijediplomski specijalistički studij kazališne i filmske kostimografije. Od 1975. godine djeluje kao kazališna, filmska i televizijska kostimografkinja u Hrvatskoj i inozemstvu; u početku kao samostalna umjetnica, a 1989. godine zapošljava se u Zagrebačkom kazalištu mladih, nastavljajući surađivati s brojnim kazalištima u zemlji i inozemstvu.
Tijekom karijere realizirala je više od 450 kazališnih kostimografija u predstavama dramskog, opernog i baletnog/plesnog repertoara, a potpisuje i nekoliko kazališnih scenografija. Surađivala je sa svim nacionalnim i ostalim značajnijim kazalištima i festivalima u Hrvatskoj, Sloveniji, Srbiji, Makedoniji i Bosni i Hercegovini te s pojedinima u Italiji, Mađarskoj i Crnoj Gori. 
Djelatna je i na filmu i na televiziji, gdje je izvela oko 30 kostimografija za dugometražne igrane filmove, TV drame i TV emisije.
Kostimirala je i svečanost otvorenja Univerzijade u Zagrebu 1987. te surađuje s nekoliko hrvatskih muzeja za koje je kreirala i rekonstruirala autentične povijesne odjevne predmete.
Članica je Hrvatske udruge likovnih umjetnika primijenjenih umjetnosti (ULUPUH), gdje ima status člana emeritusa, predsjednica je Umjetničkog savjeta Sekcije za kazališnu i filmsku umjetnost i članica Umjetničkog savjeta ULUPUH-a te je članica Hrvatskog društva dramskih umjetnika (HDDU).

## Nagrade (izbor)
Dobitnica je velikog broja domaćih i inozemnih nagrada.
- 1981. Priznanje Društva hrvatskih kazališnih kritičara i teatrologa za kostimografiju drame "Madame de Sade" Y. Mishime u izvedbi Kazališta Marina Držića, Dubrovnik
- 1981. Nagrada Udruženja primenjenih umetnika i dizajnera Vojvodine (26. Jugoslovenske pozorišne igre Sterijino pozorje, Novi Sad) za kostimografiju drame "Misa u a-molu" Lj. Ristića u izvedbi Slovenskog mladinskog gledališča, Ljubljana
- 1982. Joakimova nagrada (18. Susreti Joakim Vujić, Pirot) za kostimografiju drame "Voćni dan" V. Stojanovića u izvedbi Narodnog pozorišta u Nišu
- 1985. Sterijina nagrada (30. Jugoslovenske pozorišne igre Sterijino pozorje, Novi Sad) za kostimografiju drame "Ana" R. Šeliga u izvedbi Slovenskog mladinskog gledališča, Ljubljana
- 1985. Priznanje (Dnevi plesa, Ljubljana)
- 1986. Nagrada Udruženja primenjenih umetnika i dizajnera Vojvodine (31. Jugoslovenske pozorišne igre Sterijino pozorje, Novi Sad) za kostimografiju drame "Lepotica in zver" I. Svetine u izvedbi Slovenskog mladinskog gledališča, Ljubljana
- 1986. Nagrada 14. Gavellinih večeri (14. Gavelline večeri, Zagreb) za kostimografiju drama "Blodnje" F. M. Dostojevskog/D. Jovanovića i "Besi" F. M. Dostojevskog/D. Jovanovića u izvedbi Slovenskog mladinskog gledališča, Ljubljana
- 1986. Borštnikova nagrada s diplomom (Borštnikovo srečanje, Maribor) za kostimografiju drame "Dantonov primer" S. Przybyszewske u izvedbi Drame Slovenskog narodnog gledališča u Ljubljani
- 1987. Nagrada 15. Gavellinih večeri (15. Gavelline večeri, Zagreb) za kostimografiju drame "Zločin na kozjem otoku" U. Bettija u izvedbi Slovenskog mladinskog gledališča, Ljubljana
- 1988. Zlatni lovorov vijenac (28. MESS Festival, Sarajevo) za kostimografiju drama "Zločin na kozjem otoku" U. Bettija i "Balkon" J. Geneta u izvedbi Slovenskog mladinskog gledališča, Ljubljana
- 1998. Tirena (Kazalište Marina Držića, Dubrovnik) za kostimografiju drame "Dubrovački škerac" F. Šehovića u izvedbi Kazališta Marina Držića, Dubrovnik
- 2002. Nagrada hrvatskog glumišta (HDDU, Zagreb) za kostimografiju drame "Večeras se improvizira" L. Pirandella u izvedbi Drame HNK Zagreb
- 2003. Nagrada "Marul" (13. Marulićevi dani, Split) za kostimografiju drame "Kamov, smrtopis" S. Šnajdera u izvedbi GK ZeKaeM, Zagreb
- 2004. Nagrada hrvatskog glumišta (HDDU, Zagreb) za kostimografiju drame "Antigona kraljica u Tebi" T. Petrasova Marovića u izvedbi Splitskog ljeta
- 2007. Nagrada hrvatskog glumišta (HDDU, Zagreb) za kostimografiju drame "Sluga dvaju gospodara" C. Goldonija u izvedbi ZGK Komedija, Zagreb
- 2009. Nagrada hrvatskog glumišta (HDDU, Zagreb) za kostimografiju drame "I konje ubijaju, zar ne?" H. McCoya/I. Boban u izvedbi Drame HNK Zagreb
- 2009. Zlatna arena (56. Festival igranog filma u Puli) za kostimografiju u filmu "U zemlji čudesa" D. Šorka u produkciji Interfilma, HRT-a (Zagreb), i Tivoli Film Produkcija, Budimpešta
- 2012. Nagrada "Veljko Maričić" (19. Međunarodni festival malih scena, Rijeka) za kostimografiju drame "Moj sin samo malo sporije hoda" I. Martinića u izvedbi GK ZeKaeM, Zagreb
- 2018. Nagrada "Marul" (28. Marulićevi dani, Split) za umjetničko ostvarenje za kostimografije u predstavama "Črna mati zemla" K. Novaka/T. Zajeca i "Ono što nedostaje" T. Zajeca u izvedbi GK ZeKaeM, Zagreb; "Tko pjeva zlo ne misli" V. Majera/K. Golika/R. Medvešeka u izvedbi Drame HNK Zagreb i "Ustav Republike Hrvatske" A. Tomića/R. Grlića u izvedbi GSK Kerempuh, Zagreb
- 2020. Nagrada hrvatskog glumišta (HDDU, Zagreb) za kostimografiju drame "Idiot" F. M. Dostojevskog u izvedbi Drame HNK Zagreb
- 2022. Nagrada hrvatskog glumišta (HDDU, Zagreb) za kostimografiju drame "Mala Frida" A. Tomić i J. Kovačić u izvedbi GK Žar ptica, Zagreb
- 2023. Nagrada "Ika Škomrlj" (Sekcija za kazališnu i filmsku umjetnost ULUPUH-a) za kostimografska ostvarenja u 2021. i 2022. godini i za ukupan prinos hrvatskoj kostimografiji[1]